# 함봉실
함봉실 (1974년 7월 24일 ~ )은 마라톤을 전문적으로 활약하는 북한의 육상 선수이다.
2003년 파리 세계 선수권 대회 이후, 그녀는 북한의 육상 코치를 담당하는 소식에 임명되었다.

## 선수 경력
그녀는 2000년 시드니 올림픽에서 8위를 했다. 2002년 부산 아시안 게임 금메달을 획득하였다.
평양 마라톤 대회에서 3번 (2002, 2003, 2005)우승했다.

## 참조
1. ↑  마라톤 - 평양 마라톤 대회 참가자 목록